# Казвін
Казвін, Газвін (перс. قزوین) — місто на півночі Ірану, адміністративний центр і найбільше місто остана Казвін. Населення — 331 000 осіб. Важливий центр текстильної промисловості — виробництво бавовни, шовка, шкіри. У передмістях Казвіна розташована найбільша в Ірані електростанція. Залізнична станція на гілці Тегеран — Тебриз.

## Історія

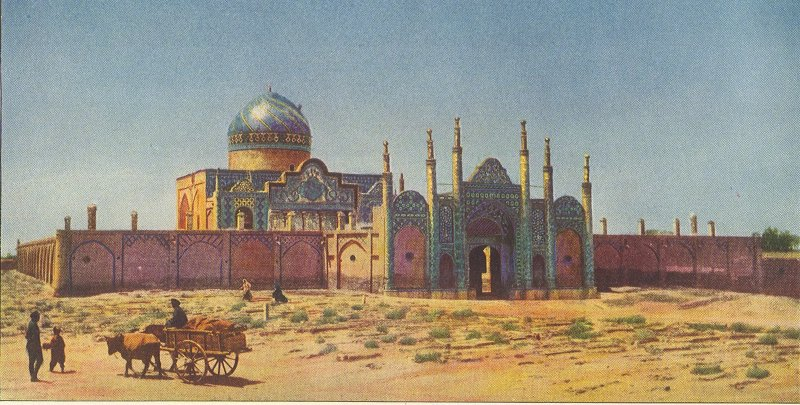
Казвін у 1921

Про історію та топографію Казвіна є порівняно докладні відомості, оскільки з нього походить історик і географ XIV століття Хамдаллах Казвін. Засновником міста вважається  Шапур, син Ардашира, родоначальника династії Сасанідів. Довгий час, навіть при Аббасидах, був одним з прикордонних пунктів Халіфату, оскільки Дейлом, гірська частина нинішнього Гіляну, не був завойований арабами. Мешканці ще в XIV столітті залишалися здебільшого сунітами шафіїтського толку і, за словами Хамдаллаха Казвіна, ніколи не підпорядковувалися ісмаїлітам, головні твердині яких знаходилися безпосередньо на північ від міста, у місцевості Рудбаре. Тут було до 50 сильних фортець; головними були Аламут та Меймундиз. При шаху  Тахмаспа I (1524–1576) Казвін був деякий час столицею імперії Сефевідів. За відгуками мандрівників XVII століття, він не поступався жодному місту Персії, крім Ісфахана.

## Відомі уродженці
- Ареф Казвін
- Шірін Нешат